# Ngày Quốc tế Xóa nghèo
Ngày quốc tế xóa nghèo, viết tắt là WDSJ (International Day for the Eradication of Poverty) được cử hành vào ngày 17 tháng 10 hàng năm trên toàn thế giới. Ngày này được Liên Hợp Quốc chính thức công nhận là ngày lễ quốc tế trong Nghị quyết A/RES/47/196 ngày 22/12/1992.

## Lịch sử
"Ngày quốc tế xóa nghèo" đầu tiên đã diễn ra tại Paris, Pháp, vào ngày 17 tháng 10 năm 1987. Ngày này khoảng 100.000 người đã tập họp tại "Sân Nhân quyền và Tự Do" ở Quảng trường Trocadéro, Paris, Pháp, để vinh danh các nạn nhân của nghèo, đói, bạo lực và sợ hãi, theo lời kêu gọi của linh mục Joseph Wresinski (1917–1988) - người sáng lập Phong trào quốc tế ATD (Aide à toute détresse), sau thành Agir tous pour la dignité Quart monde (tạm dịch "Giúp mọi cảnh khốn quẫn, tất cả hành động vì phẩm giá thế giới thứ tư", thế giới thứ tư là ý nói thành phần những người nghèo, dựa theo ý nghĩa thế giới thứ ba) năm 1957. Họ tuyên bố rằng nghèo đói là một vi phạm nhân quyền và khẳng định sự cần thiết phải đến với nhau để đảm bảo rằng các quyền được tôn trọng. Những niềm tin được ghi trong một hòn đá kỷ niệm công bố vào ngày này. Kể từ đó, mọi người thuộc mọi tầng lớp, niềm tin và nguồn gốc xã hội đã tập hợp hàng năm vào ngày 17 tháng 10 để nhắc lại những cam kết của mình và thể hiện tình đoàn kết với người nghèo.
Linh mục Joseph Wresinski cho khắc bản văn sau đây vào phiến đá cẩm thạch ở Sân Nhân quyền và Tự Do (Parvis des droits de l'homme) tại Quảng trường Trocadéro, nơi Tuyên ngôn Quốc tế Nhân quyền đã được ký kết vào năm 1948.
Le 17 octobre 1987 des défenseurs des Droits de l’homme
Et du citoyen de tous pays
Se sont rassemblés sur ce Parvis. Ils ont rendu hommage
Aux victimes de la faim, de l’ignorance et de la violence,
Ils ont affirmé leur conviction que la misère n’est pas fatale.
Ils ont proclamé leur solidarité avec ceux qui luttent
A travers le monde pour la détruire.
« Là où des hommes sont condamnés à vivre dans la misère;
Les droits de l’homme sont violés.
S’unir pour les faire respecter est un devoir sacré. »
Père Joseph Wresinski
Ngày 17 tháng 10 năm 1987 những người bảo vệ Nhân quyền
Và công dân ở mọi nước
Đã tập họp trên sân này. Họ đã bày tỏ lòng kính trọng
Các nạn nhân của đói nghèo, dốt nát và bạo lực,
Họ đã khẳng định niềm tin vững chắc của mình rằng sự khốn cùng không phải là định mệnh
Họ đã công bố tình đoàn kết với những người đấu tranh
Trên khắp thế giới để phá bỏ sự khốn cùng
"Ở đâu mà những người bị buộc phải sống trong sự khốn cùng
(thì ở đó) nhân quyền bị vi phạm
Hãy đoàn kết để làm cho họ được tôn trọng là một bổn phận thiêng liêng"
"Linh mục Joseph Wresinski"